# Unity Linux
Unity Linux es una distribución Linux desarrollada y mantenida por un grupo de voluntarios  y tiene por objetivo ser una base sobre la que otras distribuciones puedan construir. Su entorno de escritorio predeterminado es Openbox, aunque también hay versiones con GNOME, KDE y Xfce. Unity Linux está disponible para descargar en Live CD de 32-bit y 64-bit y es software libre.
El objetivo principal de Unity Linux es ser una base sobre la cual se puedan crear otras distribuciones, y no está enfocada a los usuarios primerizos de sistemas operativos GNU/Linux, al contrario que Ubuntu, por ejemplo.